# Rikke Hørlykke
Rikke Hørlykke Bruun Jørgensen (ur. 2 maja 1976) – była duńska piłkarka ręczna, wielokrotna reprezentantka kraju, rozgrywająca. Wraz z reprezentacją Danii zdobyła złoty medal olimpijski w: 2004 roku.
W 2000 roku wyszła za Klavsa Bruun Jørgensena, piłkarza ręcznego.
Sportową karierę zakończyła w 2006 r.

## Kluby
- Virum-Sorgenfri Håndboldklub
- TSV Lützellinden
- FIF
- GOG Svendborg TGI
- Slagelse DT

## Sukcesy
- 2002:  mistrzostwo Europy (Dania)
- 2004:  mistrzostwo Olimpijskie (Ateny)
- 2004:  wicemistrzostwo Europy (Węgry)
- 2005:  zwycięstwo w Lidze Mistrzyń